# Paratapirus
Paratapirus — вимерлий рід тапірових, відомий з пізнього олігоцену та раннього міоцену Європи.

## Таксономія
Види P. moguntiacus і P. robustus вважаються синонімами P. intermedius. Члени цього роду спочатку були описані під назвою Palaeotapirus разом з кількома іншими родами тапірів, але ця назва зараз вважається залишеною, оскільки вона була описана на основі поганого діагностичного матеріалу.

## Опис
Паратапір був одним з найдавніших відомих тапірів і, ймовірно, походить від протапіра, який мігрував до Євразії з Північної Америки наприкінці олігоцену.
Порівняно з Protapirus він мав більш похідні зуби, такі як премоляри, схожі на моляри.